# Girlfriend (film 2004)
Girlfriend è un film indiano di Bollywood uscito l'11 giugno 2004; è stato scritto e diretto da Karan Razdan e prodotto da Pammi Baweja. La storia si concentra sulla relazione lesbica di Tanya (Isha Koppikar) con Sapna (Amrita Arora), specialmente dopo che Sapna inizia a frequentare Rahul (Aashish Chaudhary).

## Trama
Tanya e Sapna sono care amiche d'infanzia che vivono e lavorano insieme. A Tanya non piacevano mai gli uomini fin dall'inizio ed aveva quindi una spiccata preferenza per le persone del proprio stesso sesso; le due giovani donne condividono una relazione che va ben oltre il semplice essere amici. Tanya ha forti sentimenti per Sapna ed è piuttosto possessiva nei suoi confronti.
Rahul irrompe nella vita di Sapna ed entrambi si innamorano l'uno l'altra. Tanya inizia a sentirsi insicura a causa della crescente vicinanza di Sapna e Rahul; lei inizia a provare sempre più gelosia e il suo odio verso Rahul e gli altri uomini aumenta di conseguenza. Una notte Rahul rimane ferito quando un misterioso "kick boxer" lo attacca.
Tanya, che è anche una campionessa proprio di kickboxing, combatte contro un pugile maschio che picchia malamente. Un giorno ella si intrufola nella casa di Rahul e inizia a picchiarlo selvaggiamente. Sapna arriva solo per trovare Tanya coperta di sangue e Rahul steso a terra, tuttavia il ragazzo riesce a riprendere conoscenza e difendersi con un filo elettrico.
Tanya riprende poco a poco coscienza e corre verso Rahul per cercare di gettarlo fuori dalla finestra, Rahul si fa da parte ed ella precipita dalla finestra rimanendo colpita a morte. Alla fine Rahul e Sapna visitano la tomba di Tanya.
ë

## Colonna sonora
Il direttore musicale del film è Daboo Malik. I cantanti includono Shreya Ghoshal, Sonu Nigam, Dabboo Malik, Soumya Raoh, Shaan, Kumar Sanu, Abhijeet, Sunidhi Chauhan e Vaishali Samant.